# 奧蘭多·梅特卡夫·坡

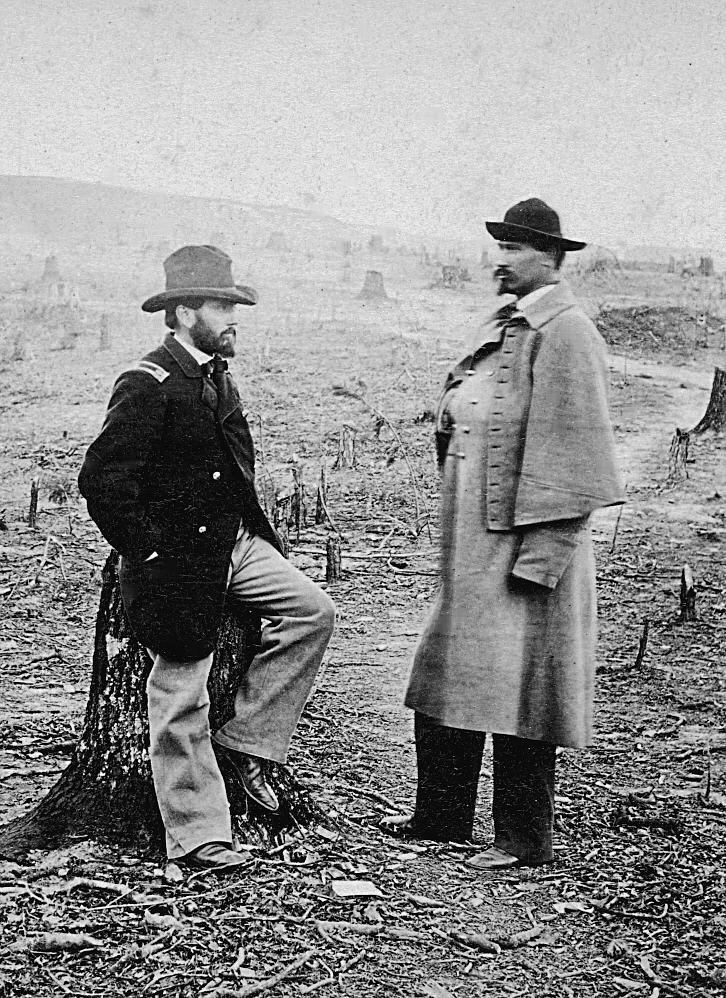
奧維爾·E·巴布科克（Orville Elias Babcock）和坡在田納西州諾克斯維爾的桑德斯堡

奧蘭多·梅特卡夫·坡（英文：Orlando Metcalfe Poe，1832年3月7日—1895年10月2日），是美國南北戰爭時期的美國陸軍軍官和工程師，曾參與威廉·特庫姆賽·薛曼將軍的「向大海進軍」戰役，他在戰爭後期開始負責五大湖大部分燈塔的早期建設以及蘇必略湖和休倫湖之間的蘇水閘的設計。

## 生平

### 早期生涯
坡出生於俄亥俄州納瓦拉，他的父母是查爾斯·坡（Charles Poe）和蘇珊娜·華納（Susannah Warner），是家中的長子。就讀於美國陸軍官校，於1856年以全班第六名的成績畢業，並在1860年被提升為中尉，且擁有美國軍事學院工程學位。

### 南北戰爭
內戰爆發時，坡協助組織俄亥俄州的志願軍。後來，他被任命為喬治·B·麥克萊倫少將在弗吉尼亞州西部的參謀，並參加了里奇山戰役。1861年，他與麥克萊倫一起前往華盛頓並協助組織首都的防禦。同年九月，他晉升為志願軍上校，並被任命為密西根第二步兵團的指揮官，後在半島會戰初期率團參戰，但在在七日戰役期間，他因病缺席。接下來，他在1862年第二次牛奔河戰役之前被授予第三軍其中一個旅的戰地指揮權。幾天後的9月1日，坡和他的部下參加了尚蒂利戰役。1862年12月菲德里克堡戰役期間，他率領第九軍的其中一個旅出現在場。
1862年11月29日，坡被提升為志願軍準將。然而，這項任命於1863年春季被國會拒絕，故在1863年3月4日，他恢復了上尉的軍銜。同年7月，坡被調往西部戰區，擔任聯邦第二十三軍工兵營的總工程師，在諾克斯維爾圍攻戰中負責修建防禦工事，並成功地從山上運來了大量的工兵工具，對守住諾克斯維爾起到了關鍵作用。 由於坡的貢獻，威廉·特庫姆賽·薛曼少將於1864年任命坡為他軍隊的總工程師。
身為總工程師，坡在亞特蘭大戰役期間負責偵察、築路和橋樑建設等工作，並在占領亞特蘭大後監督了對城內所有具備軍事價值之地點的拆除，且因此受到了薛曼的表揚。由於薛曼打算放棄這座城市，而城內建築物可能會給聯盟軍提供軍事價值，故命令坡對建築物進行摧毀，坡直接監督拆除了亞特蘭大的所有倉庫、汽車庫、商店、工廠、鑄造廠等；鐵路倉庫、圓房、軍火庫和儲存區均被人工拆除，然後透過受控火力銷毀可燃材料。
在薛曼向大海進軍期間，坡繼續擔任總工程師，並在行軍過程中，坡充分運用其領導部隊建造橋樑、道路和浮橋的能力來保證軍隊的前進速度，亦持續監督對南部邦聯基礎設施的破壞。
在攻陷薩凡納後，坡被晉升為上校，在內戰末期的卡羅萊納戰役中，坡依然擔任薛曼的總工程師，薛曼從薩凡納向北前進，與弗吉尼亞州的格蘭特和波托馬克軍團會合。戰爭結束後，坡被授予正規軍準將稱號。

### 戰後生涯
1865年夏，坡成為燈塔委員會的總工程師。1870年，他被提升為上五大湖第11燈塔區的總工程師，並以此身分設計了八座「坡式燈塔」，且監督了其中幾座的建造。這些燈塔分別是：新普雷斯克島燈塔（1870）、南馬尼圖島燈塔（1872）、格羅斯波因特燈塔（1873）、金貂燈塔（1874）、外島燈塔（1874）、小紫貂點燈塔（1874）、風點燈塔（1880）、瑟爾肖瓦燈塔（1895）。除這八座以外坡還有設計和建造休倫湖上的眼鏡礁燈塔（1874）。上述許多燈塔都是義大利風格的建築。
身為總工程師，他在休倫湖的眼鏡礁上設計了一座獨特的燈塔，無論是在位置、建築材料、方法、困難和成本方面。該燈塔被描述為「美國石砌建築的最佳樣本」和「五大湖區最偉大的工程壯舉之一」。坡還解決了在蘇必利爾湖偏遠的斯坦納德岩上建造燈塔的後勤問題，並建議燈塔委員會使用他建造眼鏡礁燈塔所用的昂貴的設備和機械。
從1873年到1883年間，坡擔任薛曼參謀部的工程副官，直到薛曼晉升為美國陸軍司令。1883年，他被任命為蘇必利爾湖和休倫湖河流和港口改善工程的總監工程師，並設計了蘇水閘。許多人認為他的最高成就是在蘇聖瑪麗的蘇水閘中設計和建造了第一座船閘，因為它對五大湖上游的航運業發展發揮了重要作用，亦對於未來美國鋼鐵工業的崛起來說至關重要。

### 死亡與歷史遺產
1895年10月2日，坡在蘇水閘的施工地執行任務時發生事故，死於底特律，葬於阿靈頓國家公墓，墓碑上刻著《聖經》詩篇第三十七篇中的第三十七句「你要細察那完全人、觀看那正直人，因爲和平人有好結局。」。
作為紀念，休倫湖的坡礁 (Poe Reef) 與建造其上的坡礁燈塔以他的名字命名。

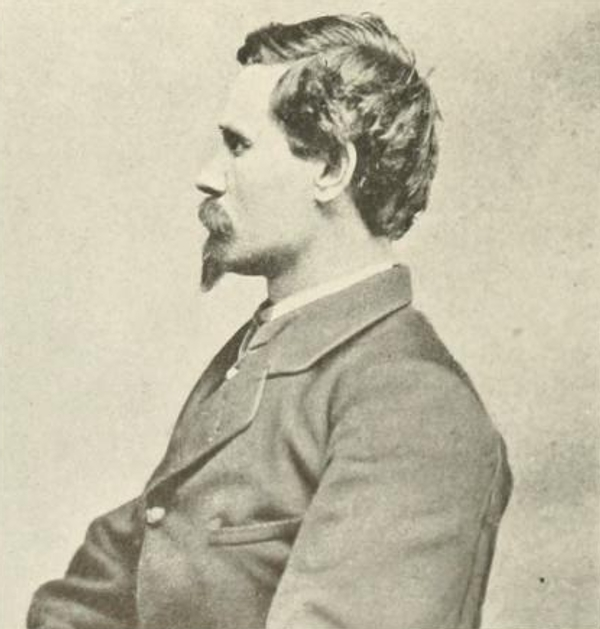
奧蘭多·梅特卡夫·坡的肖像照

## 外部連結
- https://www.lhdigest.com/Digest/StoryPage.cfm?StoryKey=2347 （页面存档备份，存于）
- https://www.davidrumsey.com/maps519.html （页面存档备份，存于）
- https://letstalklighthouses.blogspot.com/2008/01/biography-orlando-metcalfe-poe.html （页面存档备份，存于）